# Mario Andračić
Mario Andračić (ur. 9 marca 1978 w Osijeku) – były chorwacki piłkarz, występujący na pozycji pomocnika.

## Kariera klubowa

### Początki
Andračić jako zawodnik urodzony w Osijeku, w młodości trenował piłkę nożną w młodzikach klubu NK Orijent. Po skończeniu 18 roku życia w roku 1996 Andračić nie podpisał zawodowego kontraktu z drużyną NK Orijent, wybrał grę w występującym w Trečej Lidze zespole NK Belišće. Przyczyną wyboru, jak później przyznawał Andračić była chęć gry, której nie gwarantował mu klub z Osijeku. Nie powiodło się tak dobrze w rozgrywkach Pucharu Chorwacji, gdzie zespół Andračicia odpadł w 1/16 finału z Slavenem Belupo Koprivnica po porażce na miejskim stadionie w Koprivnicy 0:2. Sezon 1997/1998 okazał się dla Andračicia bardzo udany – w pierwszym składzie wystąpił 16 razy, zdobywając 1 gola, a NK Belišće zajęło 2. miejsce w lidze i po barażach z NK Samobor awansował do drugiej ligi chorwackiej. Świetne występy Mario w tym sezonie docenili włodarze stołecznego klubu NK Hrvatski Dragovoljac, który znakomicie zaprezentował się w pierwszej lidze, zajmując 4. miejsce co w lidze, co było jak dotąd największym osiągnięciem tego klubu. Wykorzystując zainteresowanie zawodnikiem, Andračić został przez NK Belišće sprzedany do tego właśnie klubu.

### Występy w NK Hrvatski Dragovoljac
Mario Andračić podpisał 4-letni kontrakt na występy w NK Hrvatski Dragovoljac. Na decyzję działaczy klubu z Zagrzebia wpływ miało z pewnością uznanie Andračicia przez tygodnik "Nogomet" drugim najlepszym trzecioligowcem sezonu 1997/1998 obok Igora Vunicia z Marsonii Slavonski Brod. Występy w sezonie 1998/1999 zbiegły się także z powołaniami Andračicia do młodzieżowej reprezentacji Chorwacji. W tym czasie, po wywalczeniu przez Chorwatów na Mistrzostwa Świata w Piłce Nożnej 1998 we Francji brązowego medalu, francuscy menedżerowie zaczęli baczniejszą uwagę zwracać na chorwacki futbol. Tak było i z Andračiciem, który przykuł uwagę poszukiwaczy talentów francuskiego FC Istres. Wysłannicy klubu z Istres proponowali mu testy we francuskim klubie, jednak Andračić odmówił ze względu na brak chęci wyjazdu za granicę.
Andračić korzystnie zaprezentował się w debiutanckim sezonie w pierwszej lidze, a NK Hrvatski Dragovoljac spełniał przedsezonowe oczekiwania czyli znalezienie się w końcowej tabeli w środku stawki. Hrvatski Dragovoljac zajął 6. miejsce w lidze, tracąc 5 punktów do znajdującego się na 5. miejscu w tabeli NK Varteks. W Pucharze Chorwacji zespół poległ w 1/8 finału przegrywając z zespołem NK Osijek na stadionie w Osijeku przegrywając 1:3. Wcześniej, w 1/16 finału drużyna pokonała NK Samobor na wyjeździe 2:1. Bardzo dobrze odnalazł się w zespole Andračić, który z miejsca wskoczył do wyjściowej jedenastki "Czarnych". Wystąpił ogółem aż w 22 spotkaniach zespołu, zdobywając 3 gole. W lidze zadebiutował 16 sierpnia 1998 w rozgrywanym w Szybeniku spotkaniu przeciwko miejscowej drużynie HNK Šibenik. NK Hrvatski Dragovoljac wygrał 2:0, po bramkach Mario Baziny w 49 i Ratko Mileticia w 50 minucie. Pierwszego gola w lidze Andračić zdobył w rozgrywanym na własnym stadionie spotkaniu przeciwko NK Rijeka. Mecz ten Hrvatski Dragovoljac wygrał 1:0, a Andračić strzelił gola główkując po dośrodkowaniu z rzutu rożnego w 16 minucie. Gol ten okazał się zwycięski, a Andračić stał się jednym z bardziej lubianych zawodników wśród kibiców Hrvatskiego.
Kolejny sezon, 1999/2000 był udany szczególnie dla Andračicia, który cieszył się zaufaniem trenera, a także miał okazję ogrywać się w pierwszej lidze u boku takich zawodników jak chociażby Vlatko Djolonga czy reprezentant Bośni i Hercegowiny Spomenko Bošnjak. Tego samego nie mogli powiedzieć działacze zespołu Hrvatski Dragovoljac, którzy po zajęciu przez zespół dziesiątego miejsca w lidze, zwolnili dotychczasowego trenera Mile Petkovicia. Warto zauważyć, że zespół Hrvatski Dragovoljac swoje spotkania w tym sezonie rozgrywał w położonej nieopodal Zagrzebia miejscowości Zaprešić na stadionie tamtejszej drużyny NK Inter. Andračić wystąpił w 21 spotkaniach, zdobywając 1 gola w spotkaniu rozgrywanym 26 lutego 1999 przeciwko drużynie NK Osijek, wygranym przez NK Hrvatski 3:0, a Mario zdobył w tym spotkaniu gola na 2:0. Po raz kolejny nie udało się w Pucharze Chorwacji, gdzie stołeczna ekipa została wyeliminowana w 1/8 finału przez HNK Cibalia na stadionie w Vinkovci po dogrywce 1:2. Wcześniej w 1/16 finału Crni Ratnici pokonali drużynę Sloboda Varaždin 2:1.
Ciekawym doświadczeniem dla Mario Andračicia były wspólne występy w sezonie 2000/2001 na pomocy wraz ze słynnym Robertem Prosinečkim. Sezon ten dla ekipy "Czarnych Żołnierzy" był nieco bardziej udany niż poprzedni. Ten bowiem piłkarze Hrvatskiego Dragovoljaca zakończyli na 9. miejscu, ale i tak uplasowali się w strefie spadkowej ligi chorwackiej. W Pucharze Chorwacji Chorwacki Związek Piłki Nożnej wprowadził zasady, dzięki którym pierwszoligowcy, którzy gorzej radzili sobie w poprzedniej edycji Pucharu Chorwacji muszą rozpoczynać swój start w Pucharze od pierwszej rundy. Tak też było i w przypadku Maria i jego ekipy, którym tym razem nieco lepiej się powiodło. Dotarli do ćwierćfinału, gdzie spotkali się z Hajdukiem Split. W pierwszym spotkaniu Hrvatski sprawił pewną niespodziankę, remisując po wyrównanym spotkaniu 2:2. W rewanżu rozgrywanym w Splicie na stadionie Poljud Hrvatski Dragovoljac został zmiażdżony przez Hajduk, który triumfował 5:0. Sezon ten był udany dla Andračicia, który w 25 spotkaniach swojej drużyny strzelił aż 3 gole. W międzyczasie zatrudnionego na początku sezonu Milivoja Bračuna zastąpił inny szkoleniowiec, Predrag Jurić, z którym Mario Andračić nie mógł dojść do porozumienia.
Sezon 2001/2002 okazał się być przełomowym w karierze Andračicia. Drużyna NK Hrvatski Dragovoljac zajęła 13. miejsce w lidze i spadła do drugiej ligi. Nowym trenerem ekipy "Czarnych Żołnierzy" został Luka Bonačić. Nie pomogła obecność byłego reprezentanta Chorwacji, Ardiana Kozniku czy znanego z występów w Polonii Warszawa Branko Huciki. Do gry w barażach drużynie Hrvatskiego zabrakło tylko jednego punktu, w których to zagrała drużyna NK Kamen Ingrad, która w konsekwencji utrzymała się w lidze. Spadek z ligi Hrvatski odniósł w bardzo dramatycznych okolicznościach. Wiedząc o porażce rywalizującego z nim o miejsce w barażach zespołu NK Čakovec, Hrvatski Dragovoljac do utrzymania potrzebował remisu. Początkowo mecz układał się po myśli zagrzebskiego zespołu, który dzięki uderzeniu z woleja sprzed pola karnego Igora Novakovicia w 21 minucie prowadził 1:0. W 48 minucie wyrównał zawodnik Rijeki, Dejan Čaval. Kiedy już wydawało się, że Hrvatski Dragovoljac utrzyma się w lidze nieoczekiwanie wieczny zmiennik Natko Rački trafił w 90 minucie tego spotkania po indywidualnej akcji. Niespodziewanie tuż po wznowieniu znakomitymi umiejętnościami popisał się Leonard Bisaku, który przebiegł z piłką pod bramkę przeciwnika zdobywając od razu gola na 2:2. Już wtedy kibice Rijeki zaczęli z wolna opuszczać stadion, gdy nagle po jednej z akcji Hrvatskiego i nieudanym dośrodkowaniu, które na oślep do przodu wybił Elvis Brajković, do piłki dopadł Natko Rački, który popędził wprost na bramkę. Pierwsze uderzenie Tvrtko Kale zdołał odbić, ale przy dobitce był już bezradny. Po meczu wściekli "Crni Ratnici" starli się z policją i kibicami NK Rijeki w wyniku czego policja musiała użyć armatek wodnych i gazu łzawiącego. Sam Andračić wystąpił w 23 spotkaniach pierwszego zespołu, nie pokonując ani razu bramkarza rywali.
Po nieudanym sezonie i spadku do drugiej ligi Andračić nie chciał już występować w barwach Hrvatskiego Dragovoljac i poszukiwał nowego klubu. Zawodnik przybył do Polski, gdzie wraz z innymi Chorwatami, Ivicą Križanacem i Scavišą Pintą pojawił się na testach w Górniku Zabrze. O ile Andračić i Ivica Križanac przeszli testy i podpisali kontrakt z 17-krotnym mistrzem Polski, tak Pinta musiał powrócić do domu. Andračić podpisał z zespołem z Zabrza kontrakt na jeden sezon, z opcją przedłużenia na kolejne dwa.

### Występy w Polsce – gra w Górniku Zabrze
Występy w ekstraklasie Andračić rozpoczął 23 sierpnia 2002 w spotkaniu przeciwko mistrzowi kraju, Legii Warszawa. Górnik przegrał to spotkanie 2:3, a sam Chorwat pojawił się na placu gry w 80 minucie, zastępując Tomasza Prasnala. Pełne 90 minut zagrał w rozgrywanym 31 sierpnia w Szczecinie spotkaniu przeciwko Pogoni. Górnik wygrał to spotkanie 3:1, a wielkim talentem błysnął wtedy Ivica Križanac, który zdobył gola i zaliczył asystę. Sezon 2002/2003 Górnik Zabrze skończył na 7. miejscu w tabeli. Nie powiodło się natomiast w Pucharze Polski, gdzie Górnik przegrał w Płocku z miejscową Wisłą po dogrywce 1:3. W regulaminowym czasie gry padł remis 1:1, jednak z Pucharu Górnika wyeliminowały dwie bramki Litwina Gražvydasa Mikulėnasa. Ogółem w Górniku w lidze Andračić wystąpił 17 razy, zaliczył także jeden występ w Pucharze Polski. Po zakończeniu sezonu, Andračić zdecydował się za porozumieniem stron rozwiązać kontrakt z zabrzańskim klubem. Wtedy to testy w Polonii Warszawa zaproponowali mu działacze tego klubu, jednak zawodnik odmówił i wyjechał do Francji.

### Wyjazd do Francji
Andračić podpisał kontrakt z występującym w czwartej lidze francuskiej zespołem ES Viry-Châtillon wraz z innym zawodnikiem grającym wówczas w Górniku, Albańczykiem Enkeleidem Dobi. Liga ta jest popularna wśród obserwatorów francuskich pierwszoligowych klubów, ponieważ większość grających tam zespołów stanowią rezerwy tychże klubów. Zespół z Viry-Châtillon zajął 8. miejsce w swojej dywizji, a sam Andračić stał się podstawowym zawodnikiem swojego zespołu i wystąpił w 32 spotkaniach. Po zakończonym sezonie, w Polsce przypomnieli się działacze Górnika Łęczna i zaproponowali Chorwatowi testy w Łęcznej. Zawodnik jednak ich nie przeszedł i wrócił do Francji, gdzie grał jeszcze w sezonie 2004/2005. Sezon ten był jednak fatalny, bowiem zespół Maria zajął ostatnie, 18. miejsce w lidze i spadł do piątej ligi. Zawodnik wystąpił w 28 spotkaniach pierwszego zespołu i zdobył 4 gole. Po zakończeniu sezonu zgłosił się do niego jego były klub, występujący w trzeciej lidze NK Hrvatski Dragovoljac.

### Andračić obecnie – powrót do NK Hrvatski Dragovoljac
Zawodnik powrócił do Zagrzebia, w którym wcześniej grał w czarnych barwach. Teraz wraz z klubem występował już w trzeciej lidze tak jak na początku kariery sportowej w NK Belišće. W sezonie 2005/2006 "Czarni żołnierze" nie awansowali do drugiej ligi, zajmując 2. miejsce w swojej grupie i awans przegrywając o 3 punkty z zespołem NK Zadar. Nie powiodło się także w Pucharze Chorwacji, gdzie zostali wyeliminowani przez NK Varteks u siebie 0:2. Wcześniej pokonali IV-ligowy NK Zagorec 2:0. Andračić spisuje się tam w miarę poprawnie, a jednym z zadań jego i jego drużyny w obecnym sezonie 2006/2007 będzie awans do drugiej ligi.

## Kariera reprezentacyjna
Andračić w roku 1998 wystąpił 4 razy w reprezentacji Chorwacji U-20. Zadebiutował w rozgrywanym 24 marca 1998 w Čakovcu spotkaniu przeciwko Słowacji, gdzie zastąpił samego Boško Balabana, a reprezentacyjną karierę zakończył w rozgrywanym w Zaprešiću 6 września 1998 meczu w którym przeciwnikiem Chorwatów była Słowenia. Ogółem w reprezentacyjnej koszulce zawodnik przebywał na boisku 169 minut.
- 1. 24 marca 1998 Čakovec,  Chorwacja –  Słowacja (40 min. na boisku, zastąpił Boško Balabana)
- 2. 25 marca 1998 Krapina,  Chorwacja –  Styria (46 min. na boisku, zastąpił Gorana Jagicia)
- 3. 19 maja 1998 Črenšovci,  Słowenia –  Chorwacja (43 min. na boisku, zastąpił Gorana Kraljevicia)
- 4. 6 września 1998 Zaprešić,  Chorwacja –  Słowenia (zmieniony w 50 minucie)